# 北村知也
北村 知也（きたむら ともや、1996年9月15日 - ）は、宮崎県出身のプロサッカー選手。ポジションはフォワード。

## 経歴
3歳から7歳年上の兄の影響を受けサッカーを始め、1年生の時に地元宮崎県のサッカーチーム・綾錦原サッカースポーツ少年団に入部する。6年生の時にはキャプテンを務め、県大会では決勝点を決めてチームを優勝に導いた。中学時代は鵬翔高校の下部組織のクラブチームのセントラルFC宮崎に3期生として入団。3年生次にはキャプテンを務め、UMKグループ杯(高円宮杯宮崎県予選)では優勝に貢献した。
中学卒業後は鵬翔高校に進学。1年次から背番号10を背負い、第91回全国高校サッカー選手権では同校初の全国制覇に大きく貢献。1年生では唯一同大会の優秀選手に選出された他、2013年2月にはU-17日本代表候補のトレーニングキャンプメンバーにも選出された。
高校卒業後は宮崎産業経営大学に進学し、サッカー部に入部（同期に長谷川雄志）。大学2年次の2016年にはアジア大学サッカーチャンピオンシップに臨む九州大学選抜のメンバーに選出された、3年次には天皇杯本戦出場を果たした他、九州大学リーグではアシストランキング1位を記録。表彰式ではファイティングスピリッツ賞を受賞した。
2019年、J3・ロアッソ熊本に加入。6月にはリーグ月間最多の5得点を記録しチームの首位浮上に貢献、同月度の月間MVPを受賞した。シーズン後半は失速し出場機会を失ったが、最終的に28試合で11ゴールとチーム得点王になった。
2020年シーズンは他の選手の活躍が目立ったこと、自身の怪我が多かったこともあるが、チームが採用した4-3-3において自身の良さを出すプレーは難しく、結果として出番をほとんど得られなかった。
2021年シーズンは、J3リーグ13試合0得点、天皇杯0試合0得点。2021年12月6日、ロアッソ熊本の退団が発表。同年12月10日には、フクダ電子アリーナで行われたJリーグ合同トライアウトに出場した。
2022年、テゲバジャーロ宮崎へ加入。2024年12月5日、24シーズン限りでの契約満了と来季の契約更新を行わない事が発表された。
2025年、アトレチコ鈴鹿クラブに移籍。

## 所属クラブ
- 綾錦原サッカースポーツ少年団
- セントラルFC宮崎
- 2012年 - 2014年 鵬翔高等学校
- 2015年 - 2018年 宮崎産業経営大学
- 2019年 - 2021年  ロアッソ熊本
- 2022年 - 2024年  テゲバジャーロ宮崎
- 2025年 -   アトレチコ鈴鹿クラブ

## 個人成績
| 国内大会個人成績 | 国内大会個人成績 | 国内大会個人成績 | 国内大会個人成績 | 国内大会個人成績 | 国内大会個人成績 | 国内大会個人成績 | 国内大会個人成績 | 国内大会個人成績 | 国内大会個人成績 | 国内大会個人成績 | 国内大会個人成績 |
| 年度             | クラブ           | 背番号           | リーグ           | リーグ戦         | リーグ戦         | リーグ杯         | リーグ杯         | オープン杯       | オープン杯       | 期間通算         | 期間通算         |
| 年度             | クラブ           | 背番号           | リーグ           | 出場             | 得点             | 出場             | 得点             | 出場             | 得点             | 出場             | 得点             |
| 日本             | 日本             | 日本             | 日本             | リーグ戦         | リーグ戦         | リーグ杯         | リーグ杯         | 天皇杯           | 天皇杯           | 期間通算         | 期間通算         |
| ---------------- | ---------------- | ---------------- | ---------------- | ---------------- | ---------------- | ---------------- | ---------------- | ---------------- | ---------------- | ---------------- | ---------------- |
| 2017             | 宮崎産経大       | 13               | -                | -                | -                | -                | -                | 2                | 0                | 2                | 0                |
| 2019             | 熊本             | 13               | J3               | 28               | 11               | -                | -                | 1                | 0                | 29               | 11               |
| 2020             | 熊本             | 13               | J3               | 4                | 0                | -                | -                | -                | -                | 4                | 0                |
| 2021             | 熊本             | 13               | J3               | 13               | 0                | -                | -                | 0                | 0                | 13               | 0                |
| 2022             | 宮崎             | 13               | J3               | 28               | 3                | -                | -                | -                | -                | 28               | 3                |
| 2023             | 宮崎             | 13               | J3               | 29               | 2                | -                | -                | 2                | 1                | 31               | 3                |
| 2024             | 宮崎             | 13               | J3               | 10               | 0                | 0                | 0                | 2                | 0                | 12               | 0                |
| 2025             | 鈴鹿             | 13               | JFL              |                  |                  | -                | -                |                  |                  |                  |                  |
| 通算             | 日本             | 日本             | J3               | 112              | 16               | 0                | 0                | 5                | 1                | 117              | 17               |
| 通算             | 日本             | 日本             | JFL              |                  |                  | -                | -                |                  |                  |                  |                  |
| 通算             | 日本             | 日本             | 他               | -                | -                | -                | -                | 2                | 0                | 2                | 0                |
| 総通算           | 総通算           | 総通算           | 総通算           | 112              | 16               | 0                | 0                | 7                | 1                | 119              | 17               |

出場歴
- Jリーグ初出場 - 2019年3月31日 J3第4節 いわてグルージャ盛岡戦 (いわぎんスタジアム)
- Jリーグ初ゴール - 2019年4月13日 J3第6節 ガンバ大阪U-23戦 (万博記念競技場)

## タイトル

### クラブ
鵬翔高校
- 全国高等学校サッカー選手権大会：1回（2013年）

宮崎産業経営大学
- 宮日旗・NHK杯宮崎県サッカー選手権大会（天皇杯宮崎予選）：1回（2017年）

### 個人
- 全国高等学校サッカー選手権大会・優秀選手：1回（2013年）
- 九州大学サッカーリーグ アシスト1位：1回（2017年）
- 九州大学サッカーリーグ ファイティングスピリッツ賞：1回（2017年）
- J3リーグ 月間MVP：1回（2019年6月）

## 代表・選抜歴
- 九州大学選抜
  - アジア大学サッカーチャンピオンシップ（2016年）
  - デンソーカップチャレンジ（2017年）